# Kopernikus-Gymnasium Blankenfelde
Das Kopernikus-Gymnasium Blankenfelde (kg-b) ist ein naturwissenschaftliches Gymnasium in Blankenfelde-Mahlow, einer Gemeinde im Landkreis Teltow-Fläming in Brandenburg.

## Geschichte
Das Kopernikus-Gymnasium wurde am 18. Oktober 1936 als Schlageter-Schule (benannt nach Albert Leo Schlageter) eröffnet. In der Geschichte des Gymnasiums wechselte die Schulform mehrmals, so diente die Schule zeitweise auch als Oberschule oder als Gesamtschule. Erst seit dem Schuljahr 1997/98 ist die Schule ein Gymnasium.